# Friuli Latisana Tocai Friulano
Le Friuli Latisana Tocai Friulano est un vin blanc italien de la région Frioul-Vénétie Julienne doté d'une appellation DOC depuis le 19 mai 1975. Seuls ont droit à la DOC les vins blancs récoltés à l'intérieur de l'aire de production définie par le décret.

## Aire de production
Les vignobles autorisés se situent en provinces de Pordenone et d'Udine dans les communes de Castions di Strada, Latisana, Lignano Sabbiadoro, Muzzana del Turgnano, Morsano al Tagliamento, Palazzolo dello Stella, Pocenia, Precenicco, Rivignano, Ronchis, Teor et Varmo.
Le Friuli Latisana Tocai Friulano répond à un cahier des charges moins exigeant que le Friuli Latisana Tocai Friulano superiore.

## Caractéristiques organoleptiques
- couleur : jaune paille clair tendant vers un jaune citron
- odeur : délicat, agréable, caractéristique
- saveur : sec, typique, harmonique

Le Friuli Latisana Tocai Friulano se déguste à une température de 8 à 10 °C et il se gardera 1 - 2 ans.

## Production
Province, saison, volume en hectolitres :
- Udine (1990/91) 1087,64
- Udine (1991/92) 1165,96
- Udine (1992/93) 1974,39
- Udine (1993/94) 1692,53
- Udine (1994/95) 1702,26
- Udine (1995/96) 1336,23
- Udine (1996/97) 1299,97